# Yuki Torii
Yuki Torii (japanisch 鳥居 ユキ, Torii Yuki; geboren 3. Januar 1943 in Tokio) ist eine japanische Modeschöpferin. Sie stammt aus einer alten Designerfamilie.

## Leben und Wirken
Yuki Torii besuchte das „Bunka Gakuin“ (文化学院), an dem sie 1961 ihren Abschluss machte. Im Jahr darauf, 1962, nahm sie zum ersten Mal an der „Mother-Kimiko-Show“ (母親・君子) teil und präsentierte dabei ihre eigenen Arbeiten. Seit Mitte der 1960er Jahre betreut sie Kostüme für Sänger und Schauspieler im Fernsehen und auf der Bühne.
1970 erfolgte die Gründung von Torii Co., Ltd., einem Unternehmen für Damenbekleidung. Seit Torii 1975 zum ersten Mal in Paris ausstellte, präsentierte sie bis 2008 ununterbrochen Kollektionen in Paris und Tokio. In den frühen 1980er Jahren arbeitete die mit Toray und anderen Unternehmen zusammen, um Kimonos herauszubringen, die ihren Sinn für Mode zeigten.
Am 1. Oktober 1983 war Torii verantwortlich für das Kostümdesign für das Fernsehsdrama „Mordfall im Akatsuki-Schnellzug“, verfasst von Kyōtarō Nishimura (西村 京太郎; 1930–2022). Als sie 2011 ihr 50-jähriges Jubiläum als Designerin feierte, präsentierte sie ihre 100. Kollektion in der „Tokyo Dome City Hall“. Unter den rund 2.000 Besuchern befanden sich viel prominente Schauspielerinnen und Sängerinnen.
Torii erhielt 1995 den „Mainichi-Fashion-Preis“ (毎日ファッション大賞) und 2005 den „Mainichi-Fashion-Sonderpreis“.